# Svatohavelská notace

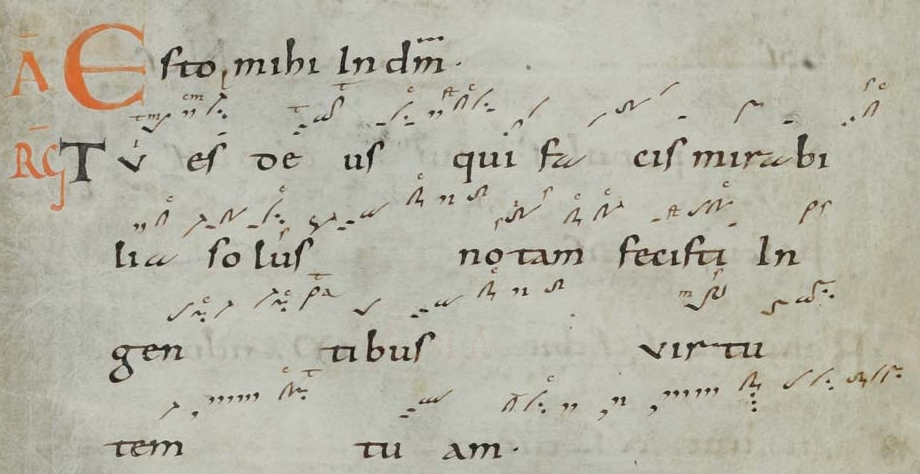
Graduale Tu es Deus z Cantatoria Codex Sangallensis 359

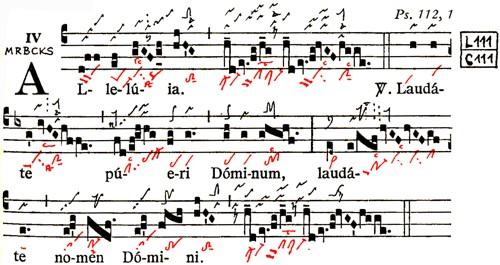
Aleluja Laudate pueri z Graduale Triplex. Svatohavelská notace je zapsána červeně pod kvadrátní notací.

Svatohavelská notace je druh zápisu gregoriánského zpěvu. Jedná se o nejstarší a nejčastěji studovanou notaci pro badatele zabývající se zápisem a notační praxí staré hudby.

## Původ
Svatohavelská notace se vyvinula ve svatohavelském opatství v severním Švýcarsku a rozšířila se po německých oblastech a dále do ostatních částí Střední Evropy. Tradiční legenda, byť zřejmě nepodložená, praví, že neumy uložené v opatství založeném roku 725, mají původ v samotném Římě od kantora Romana .
Svatohavelská notace je typ adiastematické notace, tzn. neumy jsou psány na volném prostoru bez použití notové osnovy a je dosud jedním z nejbohatších pramenů pro přesné poznání interpretace gregoriánského chorálu a její znalost je nezbytná pro studium základů gregoriánského chorálu.

Nejstarší označení C St. Gallen 359, označuje cantatorium, jehož původ sahá až na počátek 10. století.

Graduale Triplex psaný červeným inkoustem, kde neumy svatohavelské školy jsou pod kvadrátní notací a pod metskou notací (černou barvou), umožňující synoptické čtení.